# Windows 9x
Windows 9x је заједничко име за оперативне системе Microsoft Windows који су базирани на DOS-у, који су били доступни од средине 1990их.

## Издања
- Windows 95 (првобитно издање)
- Windows 95 за подразумијевану уградњу на рачунарима продаваца, прво издање
- Windows 95 за подразумијевану уградњу на рачунарима продаваца, друго издање
- Windows 95 за подразумијевану уградњу на рачунарима продаваца, издање 2.1 (енгл. OEM Service Release 2.1, OSR2.1)
- Windows 95 за подразумијевану уградњу на рачунарима продаваца, издање 2.5 (енгл. OEM Service Release 2.5, OSR2.5)
- Windows 98 (првобитно издање)
- Windows 98 SE (друго издање)
- Windows Me (енгл. Windows Millennium Edition, ME)

### Пакети за унапријеђење Microsoft Windows-а
Пакети за унапријеђење Microsoft Windows-а су познати под њиховим заједничким именом „Мајкрософт плус“. Слиједе различита издања овог пакета:
- Мајкрософт плус за Windows 95
- Мајкрософт плус за Windows 98
- Мајкрософт плус, пакет игара (за Windows МЕ)